# Livo (Trento)
Livo és un municipi italià, dins de la província de Trento. L'any 2007 tenia 883 habitants. Limita amb els municipis de Bresimo, Cagnò, Cis, Cles i Rumo.

## Administració
| Període | Identitat      | Partit        |
| ------- | -------------- | ------------- |
| 2005-   | Franco Carotta | Llista cívica |